# Judith Kleinfeld
Judith Karen Kleinfeld (* 29. Mai 1944 in Dayton (Ohio); † 16. Mai 2025 in Fairbanks, Alaska) war eine Professorin für Psychologie an der University of Alaska Fairbanks und leitete mit anderen die Abteilung für Nordische Studien. 2010 wurde sie emeritiert.

## Leben
Sie wuchs in einer streng demokratischen und kulturell jüdischen Familie auf; ihr Vater war ein Luftfahrtingenieur. Sie studierte zunächst am Wellesley College und dann an der Harvard Graduate School, wo sie ihren Master und ihren Doktortitel (Ph.D.) in Pädagogik erwarb. 1969 begann sie am Institut für Sozial- und Wirtschaftsforschung der Universität von Alaska zu arbeiten.

## Werk
Ihre Forschungen betrafen die Herausforderungen im ländlichen Bildungswesen, wo ihre Arbeit über Internatsschulen die Politik Alaskas veränderte und es ländlichen Gemeinden ermöglichte, eigene High-Schools einzurichten. Ihre Arbeit über Kinder mit fetalem Alkoholsyndrom half zahlreichen Familien, ihre Kinder großzuziehen, und lieferte praktisches Wissen darüber, wie sie als Erwachsene erfolgreich sein können. Ihre Bücher, in denen sie den Einfluss der Grenze auf die Psyche Alaskas und der Amerikaner untersuchte, zeigten die Bedeutung von Grenzen für Wachstum und Erforschung. 1991 rief sie das Northern Studies Program ins Leben, ein interdisziplinäres Programm zur Erforschung gemeinsamer Themen im zirkumpolaren Norden. Sie war dabei eine Fürsprecherin für die Bildung von marginalisierten Männern und Frauen aller Altersgruppen und sozioökonomischer Ebenen.
Am bekanntesten sind ihre Studien über angebliche Diskriminierung in Bildungseinrichtungen, in denen sie feministische Studien über angebliche Diskriminierung von Mädchen in Bildungseinrichtungen kritisiert. In ihrem Buch The Myth That Schools Shortchange Girls: Social Science in the Service of Deception analysiert sie den Bericht der American Association of University Women, How Schools Shortchange Girls. Diese Forschungen, die angeblich zeigen, dass Schulen Mädchen zum Schweigen bringen und Jungen fördern, sind „falsche politische Propaganda“, die der Gleichstellung der Geschlechter in Schulen schadet. Sie kritisierte auch eine MIT-Studie aus dem Jahr 1999, die die Behauptungen einiger weiblicher Professoren der Universität stützten sollte, dass ihre männlichen Kollegen trotz ihres geringeren Leistungsniveaus bevorzugt behandelt würden. Kleinfeld bezeichnete die MIT-Studie als „Junk-Wissenschaft“. Der Ausschuss, der die Vorwürfe bewertete, sei von der Hauptbeschwerdeführerin geleitet worden, und sie verwies auf die mangelnde Bereitschaft des Ausschusses, seine Daten einer Peer Review zu unterziehen. Kleinfelds Analyse wurde zuerst vom Women's Freedom Network veröffentlicht, erhielt landesweite Aufmerksamkeit und wurde von der New York Times und dem Wall Street Journal aufgegriffen.
Sie kritisierte auch das von Stanley Milgram gefundene Kleine-Welt-Phänomen.  Sie argumentierte, dass die Ergebnisse der Studie übermäßig verallgemeinert seien und methodische Mängel aufwiesen, darunter Kettenfehler und verzerrte Stichproben.
Kleinfeld war Mitglied des Women's Freedom Network und des Independent Women's Forum. Außerdem war sie Direktorin von The Boys Project, einer gemeinnützigen Gruppe, die sich mit der Kluft zwischen Frauen und Männern in der Bildung befasst.

## Ehrungen
- Edith R. Bullock Award for Excellence der University of Alaska
- Robert Piacenza Award for Teaching Excellence
- Fairbanks Chamber of Commerce Community Service Award für den Universitätsprofessor, der den größten Beitrag zur Gemeinschaft leistet
- Emil Usibelli Award for Distinguished Research

## Privates
Während ihrer Studienzeit in Harvard lernte sie 1966 ihren Mann, den späteren Bundesrichter Andrew Kleinfeld, kennen. Nach ihrem Abschluss beschlossen beide, nach Alaska zu ziehen, wo Andrew für Jay Rabinowitz, einem Richter am Obersten Gerichtshof Alaskas und ebenfalls Harvard-Absolvent, arbeitete, während Judith über das Bildungswesen der amerikanischen Ureinwohner forschen konnte. Das Ehepaar bekam drei Kinder, die auf katholische Schulen in Fairbanks geschickt wurden: Der ältere Sohn Daniel, ging auf die Columbia University und wurde dann Filmemacher in Brooklyn, die mittlere Tochter Rachel studierte an der Yale University und an der University of Oxford und wurde eine erfolgreiche politische Unternehmerin in der Zeit von Barack Obamas, der jüngste Bruder, Joshua, studierte auch an der Yale University und wurde danach Juraprofessor an der Northwestern University.

## Publikationen (Auswahl)
Monografien
- The Frontier Romance: Environment, Culture, and Alaska Identity. University of Alaska Press, Fairbanks 2012.
- Go for It! Finding Your Own Frontier. EPICENTER Press, Fairbanks 2003, ISBN 978-0-9724944-2-7.
- Fantastic Antone Succeeds: Experiences in Educating Children with Fetal Alcohol Syndrome.  University of Alaska Press, Fairbanks 1993, ISBN 978-0-912006-65-9.
- Effective teachers of Indian and Eskimo high school students. Institute of Social, Economic and Government Research, University of Alaska, Fairbanks 1972.

Zeitschriftenartikel
- David C. Geary: Male, Female: The Evolution of Sex Differences. In: Gender Issues, 2010. 27(1), S. 91–93.
- No Map to Manhood: Male and Female Mindsets Behind the College Gender Gap. In: Gender Issues, 2009, 26 (3), S, 171-182.
- The State of American Boyhood. In: Gender Issues, 2009, 26 (2), S. 113–129.
- Mit Aaron Doyle; Maria Reyes: The Educational Aspirations/Attainment Gap Among Rural Alaska Native Students. In:  The Rural Educator, 2009, 30 (3).
- Mit Maria Reyes; Boys Left Behind: Gender Role Changes in Alaska. In: Thymos Journal of Boyhood Studies, 2007, 1 (2), S. 179–190.
- Navigation in a small world. In: Nature 2000 406, 845. Abgerufen am 4. Juli 2025.
- The Morella Bill, My Daughter Rachel, and the Advancement of Women in Science. In: Academic Questions, 1999.
- Student Performance: Males versus Females, In: The Public Interest 1999, S. 3–20.
- MIT Tarnishes Its Reputation with Junk Gender Science. Arlington, Virginia: Independent Women’s Forum, 1999.